# Arktisk skäggsimpa
Arktisk skäggsimpa (Ulcina olrikii) hör till familjen pansarsimpor i ordningen kindpansrade fiskar.

## Utseende
Som alla pansarsimpor är den arktiska skäggsimpan helt täckt av benplåtar. Kroppen är smal och långsträckt, och huvudets undersida är försedd med skäggliknande känseltrådar. Den liknar smalskäggsimpan, men har till skillnad från denna slät rygg utan hudutskott och med bara en ryggfena. Denna har 5 till 7 mjukstrålar, liksom som analfenan. Stjärtfenans bakkant är rundad. Färgen är brungrå på ovansidan med några få fläckar eller band, och ljus på undersidan. Arten kan bli upp till 8,6 cm lång.

## Vanor
Arten lever vid sand- och gyttjebottnar på djup mellan 7 och 520 m. Den föredrar kallt vatten, upptill 2 till 3 °C, men helst under 0 °C, samt en salthalt av 33 till 35 promille. Födan består av små kräftdjur som märlkräftor och musselkräftor samt maskar.

## Utbredning
Utbredningsområdet omfattar arktiska och nordvästra Atlanten samt norra Stilla havet från Hudson Bay och Labradorhalvön vid Kanada, Grönland, Vita havet, Barents hav, Karahavet, Sibiriens kust, Berings sund, Berings hav och Anadyrbukten. Arten har påträffats vid Norge.